# Bernardo Lucena
Bernardo Fernandes Homem de Lucena é um diplomata português, presentemente (2014) embaixador de Portugal em Cabo Verde.
Lucena substituiu na embaixada portuguesa na Cidade da Praia a embaixadora Graça Andresen Guimarães, que seguiu para Genebra, na Suíça.